# Privilège du blanc

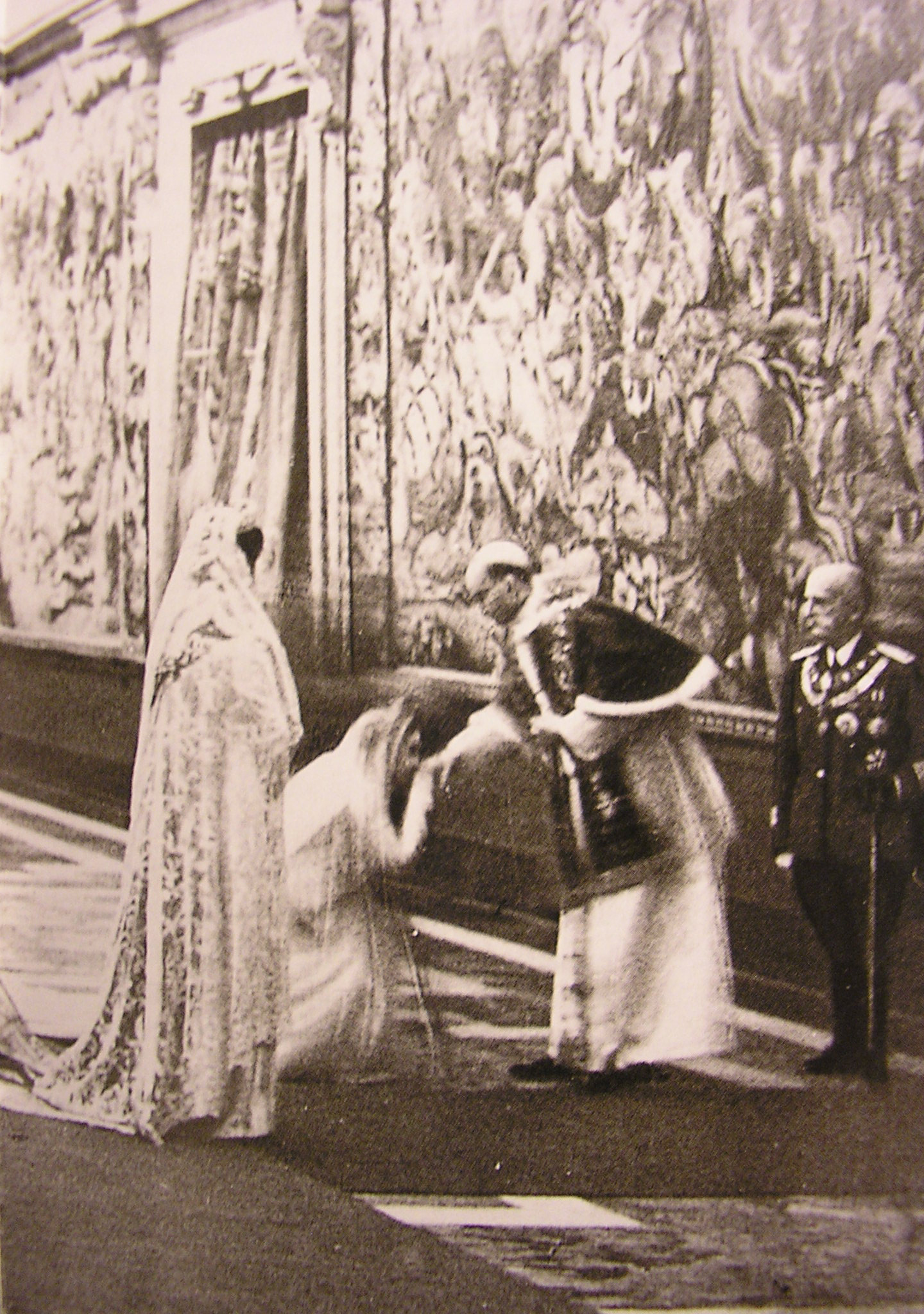
Elena von Montenegro und Marie José von Belgien, die bei der Audienz mit Papst Pius XII. im Quirinalspalast im Dezember 1939 vom Privilège du blanc Gebrauch machten.

Privilège du blanc (französisch für „das Vorrecht des Weißen“) ist die Bezeichnung einer Tradition, die Königinnen und Prinzessinnen katholischer Königshäuser gestattet, bei einer päpstlichen Privataudienz oder Heiligen Messe, die zur Amtseinführung eines Papstes gefeiert wird, ein weißes Kleid und einen weißen Schleier oder eine weiße Mantilla zu tragen.

## Geschichte
Das Protokoll für päpstliche Audienzen sah traditionell vor, dass Frauen ein schwarzes Kleid mit langen Ärmeln und langem Rock und einen schwarzen Schleier zu tragen hatten. Von dieser Regelung waren die Königinnen von Italien, Belgien und Spanien ausgenommen, wie auch die Großherzogin von Luxemburg und die Prinzessinnen des Hauses von Savoyen, denen der Titel katholische Majestät verliehen worden war. Das Privilege du blanc erstreckt sich jedoch nicht auf die Ehefrauen nicht-katholischer Herrscher, auch wenn sie selbst katholisch sind, oder Königinnen, die nicht katholisch sind. So trug etwa Königin Elisabeth II. bei ihren Audienzen mit Johannes XXIII. und Johannes Paul II. ein schwarzes Kleid und einen schwarzen Schleier, da sie das Privilège du blanc nicht hatte.

## Liste der Privilegierten
Das Privilège du blanc steht Stand 2025 folgenden katholischen Frauen zu:
- Sophia von Griechenland, Königin von Spanien, Ehefrau von König Juan Carlos I.
- Letizia von Spanien, Königin von Spanien, Ehefrau von König Felipe VI.
- Paola Ruffo di Calabria, Königin von Belgien, Ehefrau von König Albert II.
- Mathilde d’Udekem d’Acoz, Königin von Belgien, Ehefrau von König Philippe
- Maria Teresa von Luxemburg, Großherzogin von Luxemburg, Ehefrau von Großherzog Henri
- Charlène von Monaco, Fürstin von Monaco, Ehefrau von Fürst Albert II.
- Marina Ricolfi Doria, Witwe des letzten italienischen Kronprinzen Viktor Emanuel von Savoyen